# Saison 2012 de l'équipe cycliste Wallonie Bruxelles-Crédit agricole
La saison 2012 de l'équipe cycliste Wallonie Bruxelles-Crédit agricole est la deuxième de cette équipe.

## Préparation de la saison 2012

### Arrivées et départs
| Arrivées          | Équipe 2011                           |
| ----------------- | ------------------------------------- |
| Quentin Bertholet | Royale Pédale Saint-Martin-Tournai    |
| Tom Dernies       | Lotto-Bodysol Pôle Continental Wallon |
| Boris Dron        | Lotto-Bodysol Pôle Continental Wallon |
| Laurent Évrard    | UC Seraing Crabbé Performance         |
| Christian Patron  | Eddy Merckx-Indeland                  |
| Kevin Thome       | Lotto-Bodysol Pôle Continental Wallon |

| Départs             | Équipe 2012                   |
| ------------------- | ----------------------------- |
| Jonathan Bertrand   |                               |
| Gaëtan Bille        | Lotto-Belisol                 |
| Gilles Devillers    | Landbouwkrediet               |
| Jérôme Giaux        | Bofrost-Prorace               |
| Ludovic Mottet      |                               |
| Olivier Pardini     | Colba-Superano Ham            |
| Rudy Rouet          | Lotto-Pôle Continental Wallon |
| Jonas Van Genechten | Lotto-Belisol                 |

## Coureurs et encadrement technique

### Effectif
| Cycliste           | Date de naissance | Nationalité | Équipe 2011                           |
| ------------------ | ----------------- | ----------- | ------------------------------------- |
| Quentin Bertholet  | 18 février 1987   | Belgique    | Royale Pédale Saint-Martin-Tournai    |
| Olivier Chevalier  | 27 février 1990   | Belgique    | Wallonie Bruxelles-Crédit agricole    |
| Tom Dernies        | 22 novembre 1990  | Belgique    | Lotto-Bodysol Pôle Continental Wallon |
| Jonathan Dewitte   | 24 août 1988      | Belgique    | Wallonie Bruxelles-Crédit agricole    |
| Boris Dron         | 17 mars 1988      | Belgique    | Lotto-Bodysol Pôle Continental Wallon |
| Jonathan Dufrasne  | 2 août 1987       | Belgique    | Wallonie Bruxelles-Crédit agricole    |
| Laurent Évrard     | 22 septembre 1990 | Belgique    | UC Seraing Crabbé Performance         |
| Philippe Legrand   | 24 juillet 1986   | Belgique    | Wallonie Bruxelles-Crédit agricole    |
| Christian Patron   | 22 septembre 1988 | Belgique    | Eddy Merckx-Indeland                  |
| Fabio Polazzi      | 4 mai 1989        | Belgique    | Wallonie Bruxelles-Crédit agricole    |
| Christophe Prémont | 22 novembre 1989  | Belgique    | Wallonie Bruxelles-Crédit agricole    |
| Robin Stenuit      | 16 juin 1990      | Belgique    | Wallonie Bruxelles-Crédit agricole    |
| Kevin Thome        | 15 juin 1989      | Belgique    | Lotto-Bodysol Pôle Continental Wallon |
| Justin Van Hoecke  | 9 août 1989       | Belgique    | Wallonie Bruxelles-Crédit agricole    |

## Bilan de la saison

### Victoires
| Date       | Course                                               | Pays     | Classe | Vainqueur          |
| ---------- | ---------------------------------------------------- | -------- | ------ | ------------------ |
| 15/04/2012 | Zellik-Galmaarden                                    | Belgique | 1.2    | Kevin Thome        |
| 01/05/2012 | Grand Prix du 1er mai - Prix d'honneur Vic De Bruyne | Belgique | 1.2    | Christophe Prémont |

### Classement UCI

#### UCI Europe Tour
L'équipe Wallonie Bruxelles-Crédit agricole termine à la soixante-deuxième place de l'Europe Tour avec 189 points. Ce total est obtenu par l'addition des points des huit meilleurs coureurs de l'équipe au classement individuel, cependant seuls six coureurs sont classés,.
| Rang | Coureur            | Points |
| ---- | ------------------ | ------ |
| 320  | Kevin Thome        | 46     |
| 329  | Justin Van Hoecke  | 44     |
| 337  | Christophe Prémont | 42     |
| 469  | Boris Dron         | 29     |
| 590  | Tom Dernies        | 18     |
| 829  | Robin Stenuit      | 10     |